# میرژیک
میرژیک (قزاقی: Мыржық жотасы) یک کوه در بلندی‌های قزاق کشور قزاقستان است.